# Scelidosauridae
Scelidosaurisae („scelidosauridi“; „hrbolatí ještěři“) byla čeleď vývojově primitivních (tyreoforních) dinosaurů, kteří žili v období spodní jury před asi 197 až 183 miliony let. Jejich fosilie byly zatím objeveny na území současné západní Evropy (Velká Británie a pravděpodobně i Portugalsko) a na území dnešní jižní Číny (provincie Jün-nan).

## Historie a popis

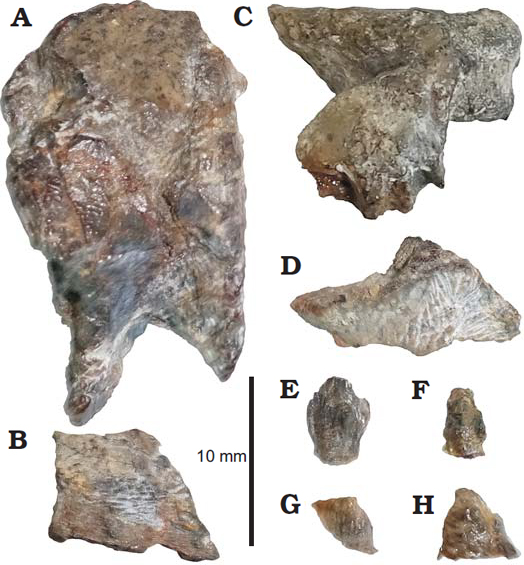
Bienosaurus - fosilní kosti lebky

Taxon Scelidosauridae stanovil již roku 1869 britský přírodovědec Thomas Henry Huxley. Dlouho byl znám jediný zástupce, kterým je Scelidosaurus harrisonii, formálně popsaný již roku 1861 z Anglie. V roce 1957 byl z Portugalska popsán druh Lusitanosaurus liasicus, který bývá do čeledi Scelidosauridae řazen také. V roce 2001 byl pak z Číny popsán poslední zatím známý scelidosaurid, kterým je Bienosaurus lufengensis, jehož popsal paleontolog Tung Č’-ming.
Jednalo se o menší až středně velké býložravé dinosaury, jejichž délku odhadl například paleontolog Thomas R. Holtz, Jr. zhruba na 4 metry a hmotnost na několik stovek kilogramů.